# Silvi (stacja kolejowa)
Silvi (włoski: Stazione di Silvi) – stacja kolejowa w Silvi, w prowincji Teramo, w regionie Abruzja, we Włoszech.
Obsługuje także gminy Città Sant’Angelo i Atri.
Z budową stacji, miejscowość Silvi Marina przechodzi niezwykły rozwój i przybiera formę mariny, dzięki czemu również zaczyna się rozwijać turystyka.
Stacja Silvi jest niewielka, ma 2 tory do obsługi pasażerów, dwa doki, i bocznicę używaną do pociągów pracy na kolei, a także do przyjmowania pociągów towarowych na torze 3, która była kiedyś używana do obsługi pasażerów. 